# Hugh Carthy
Hugh Carthy (Preston, Inglaterra, 9 de julio de 1994) es un ciclista profesional británico que desde 2017 corre para el equipo EF Education-EasyPost.

## Palmarés
2014
- Tour de Corea, más 1 etapa

2016
- Vuelta a Asturias, más 1 etapa

2019
- 1 etapa de la Vuelta a Suiza[1]

2020
- 3.º en la Vuelta a España, más 1 etapa

2021
- 1 etapa de la Vuelta a Burgos

## Resultados en Grandes Vueltas y Campeonatos del Mundo
| Carrera         | Carrera         | 2013 | 2014 | 2015 | 2016  | 2017 | 2018 | 2019 | 2020 | 2021 | 2022 | 2023 | 2024 |
| --------------- | --------------- | ---- | ---- | ---- | ----- | ---- | ---- | ---- | ---- | ---- | ---- | ---- | ---- |
|                 | Giro de Italia  | —    | —    | —    | —     | 92.º | 77.º | 11.º | —    | 8.º  | 9.º  | Ab.  | —    |
|                 | Tour de Francia | —    | —    | —    | —     | —    | —    | —    | 37.º | —    | —    | —    | —    |
|                 | Vuelta a España | —    | —    | —    | 125.º | —    | —    | Ab.  | 3.º  | Ab.  | 25.º | 23.º | —    |
| Mundial en Ruta | Mundial en Ruta | —    | —    | —    | —     | —    | 66.º | —    | Ab.  | —    | —    | —    | —    |

—: no participa

Ab.: abandono

## Equipos
- Rapha Condor JLT (2013-2014)
- Caja Rural-Seguros RGA (2015-2016)
- Cannondale/EF (2017-)
  - Cannondale-Drapac Pro Cycling Team (2017)
  - EF Education First-Drapac (2018)
  - EF Education First Pro Cycling Team (2019)
  - EF Pro Cycling (2020)
  - EF Education-NIPPO (2021)
  - EF Education-EasyPost (2022-)